# Tito Camillo Cazzaniga
Tito Camillo Cazzaniga (Cerese, 9 aprile 1872 – Cerese, 30 ottobre 1900) è stato un matematico italiano.

## Biografia
Dopo essersi laureato nel 1896 a Pavia, dove era stato allievo del Collegio Ghislieri, insegnò nelle scuole medie poiché non aveva potuto conseguire la libera docenza per colpa di una condanna politica.
Scrisse una quindicina di lavori trattanti per lo più la teoria dei determinanti e quella delle funzioni analitiche nell'indirizzo di E. Pascal.
Morì a 28 anni.